# 多根総合病院
多根総合病院（たねそうごうびょういん）は、大阪府大阪市西区にある九条の地域の同和地区に貢献する為に出来た社会医療法人きつこう会の病院。

## 概要
京セラドーム大阪の西側に位置する。大阪府指定がん診療拠点病院、災害拠点病院などの指定を受けている。

## 沿革
- 1949年10月 - 診療開始(21床)。
- 1955年9月 - 医療法人として承認。
- 1968年10月 - 新病院を開設。
- 1968年12月 - 救急病院指定。
- 1969年7月 - 総合病院に認定。
- 2003年5月 - 電子カルテシステム導入。
- 2004年3月 - 臨床研修病院に指定。
- 2009年2月 - 多根総合病院と名称変更。
- 2010年3月 - 大阪府がん診療拠点病院に指定。
- 2011年3月 - 現在地に新築移転。
- 2011年5月 - 災害拠点病院に指定[3]。
- 2011年6月 - 高精度放射線治療センター開設。

## 診療科
- 内科
- 呼吸器内科
- 循環器内科
- 消化器内科
- 神経内科
- 疼痛緩和内科
- 外科
- 呼吸器外科
- 消化器外科
- 内視鏡外科
- 乳腺外科
- 肛門外科
- 整形外科
- 脳神経外科
- 形成外科
- 泌尿器科
- 婦人科
- 耳鼻咽喉科
- リハビリテーション科
- 放射線診断科
- 放射線治療科
- 病理診断科
- 臨床検査科
- 救急科
- 小児科
- 皮膚科
- 麻酔科
- 歯科

## 医療機関の指定・認定
（下表の出典）
| 保険医療機関                       | 労災保険指定病院             |
| 生活保護法指定病院                 | 臨床研修病院                 |
| 指定自立支援病院（更生医療）       | 指定自立支援病院（育成医療） |
| 原子爆弾被害者一般疾病医療取扱病院 | DPC対象病院                  |
| 公害医療機関                       | 在宅療養後方支援病院         |

- 公益財団法人日本医療機能評価機構認定病院[5]
- このほか、各種法令による指定・認定病院であるとともに、各学会の認定施設でもある。

## 交通アクセス
鉄道
- 長堀鶴見緑地線「ドーム前千代崎駅」から徒歩約5分。
- 阪神電鉄なんば線「ドーム前駅」から徒歩約5分。
- JR大阪環状線「大正駅」から徒歩約7分。

バス
- 大阪シティバス60系統・88系統、境川（ドーム前）バス停で下車。

## 周辺
- 多根記念眼科病院
- 京セラドーム大阪
- みなと通